# فيرونيك جينس

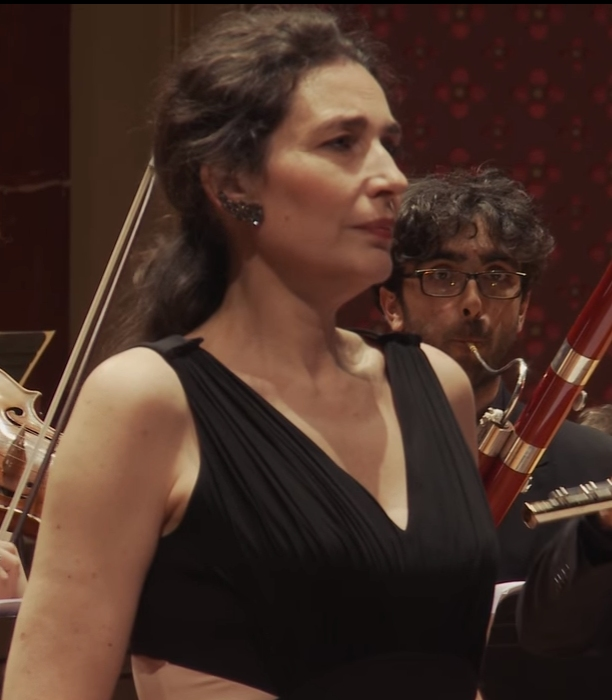
فيرونيك جينس، 2015

فيرونيك جينس من مواليد19 أبريل 1966هي سوبرانو أوبرالية فرنسية. لقد أمضت الكثير من حياتها المهنية في تسجيل وأداء موسيقى الباروك .
ولدت جينس في أورليان ، فرنساودرست في كونسرفتوار باريسوفازت بالجائزة الأولى في المدرسة. كان أول ظهور لها في عام 1986 مع ويليام كريستي وفريقه الفنون المزدهرة . عملت منذ ذلك الحين مع مارك مينكوفسكي،ورينيه جاكوبسوكريستوف روسيه ، وفيليب هيرويغي ، ومارتن جيستر، وجان كلود مالجوار .

## روابط خارجية
- فيرونيك جينس ديسكغرفي
- مقابلة مع Véronique Gens على موقع MusicalCriticism.com في سبتمبر نسخة محفوظة 5 يونيو 2011 على موقع واي باك مشين.
- مناقشة حديثة أجرتها جينس حول استثمارها العاطفي في عملها
- فيرونيك جينس في قاعدة بيانات الأفلام على الإنترنت